# Anhelina Szerhijivna Kalinyina
Anhelina Szerhijivna Kalinyina (a nemzetközi szakirodalomban: Anhelina Kalinina) (Nova Kahovka, Ukrajna, 1997. február 7. –) junior Grand Slam-tornagyőztes, párosban ifjúsági olimpia bajnok ukrán hivatásos teniszezőnő.
2015-től profi teniszjátékos. Eddigi pályafutása során egyéniben egy WTA125- és 15 ITF-tornagyőzelmet aratott, párosban három ITF-tornagyőzelemmel rendelkezik. Két alkalommal került WTA-torna döntőjébe: 2021-ben Budapesten, valamint 2023-ban WTA1000-es tornán Rómában.
Juniorként egyéniben döntős volt a 2014-es US Openen, ahol Marie Bouzkovától szenvedett vereséget. Párosban döntőt játszott a 2013-as wimbledoni teniszbajnokság lány párosok versenyén, majd később megnyerte a 2014-es Australian Opent.
A felnőttek között a Grand Slam-tornákon a legjobb eredményét egyéniben és párosban is a 2023-as Australian Openen érte el, ahol mindkét versenyszámban a 3.körig jutott. Legjobb világranglista helyezése egyéniben a 25. hely, amelyre 2022. május 22-én került, párosban a legjobbjaként a 92. helyen állt 2025. január 27-én.
A 2014. évi nyári ifjúsági olimpiai játékokon párosban aranyérmet szerzett.

## Pályafutása
2011 júliusában szerepelt először egy 10 000 dolláros ITF-tornán. 2013-ban és 2014-ben már két-két 25 000 dolláros tornán is a döntőig jutott. Első ITF tornagyőzelmére 2015. áprilisban került sor. A WTA-pontversenybe számító első pontját 2012-ben szerezte. WTA-tornán először 2014-ben játszott, amikor a Kreml Kupa selejtezőjének 1. körében kiesett. WTA-torna főtábláján először 2015-ben játszott, és ugyanebben az évben szerepelt először a felnőttek között Grand Slam-tornán is. 2021 júliusában a budapesti WTA250-es tornán játszott először WTA-döntőt. 2022. decemberben Limoges-ban megnyerte a WTA125-ös tornát. Grand Slam-torna főtáblájára először a 2018-as US Open (tenisz) selejtezőjéből jutott fel, ahol a 2. körben szenvedett vereséget.

## WTA-döntői

### Egyéni
| Összesítés                   |
| Grand Slam-torna (0)         |
| WTA 1000 (kötelező)* (0)     |
| WTA 1000 (nem kötelező)* (0) |
| WTA 500* (1)                 |
| WTA 250* (0)                 |

#### Elveszített döntői (2)
| No. | Dátum            | Torna                          | Borítás | Ellenfél a döntőben | Eredmény a döntőben | Eredmény a döntőben |
| 1.  | 2021. július 18. | Hungarian Grand Prix, Budapest | Salak   | Julija Putyinceva   | 4–6, 0–6            |                     |
| 2.  | 2023. május 21.  | Italian Open, Budapest         | Salak   | Jelena Ribakina     | 4–6, 0–1 feladta    |                     |

## WTA 125K döntői

### Egyéni

#### Győzelmei (1)
|    | Dátum              | Torna                    | Borítás    | Ellenfél a döntőben | Eredmény a döntőben |
| 1. | 2022. december 18. | Open de Limoges, Limoges | Kemény (f) | Clara Tauson        | 6–3, 5–7, 6–4       |

## ITF döntői

### Egyéni: 24 (15–9)
| Díjazás              |
| -------------------- |
| $100,000 torna       |
| $80,000 torna        |
| $60,000 torna        |
| $25,000 torna        |
| $10,000/15,000 torna |

| Borításonként |
| ------------- |
| Kemény (2–6)  |
| Salak (13–2)  |
| Fű (0–0)      |
| Szőnyeg (0–1) |

| Eredmény | Gy–V | Dátum              | Torna                                    | Borítás     | Ellenfél             | Eredmény            |
| -------- | ---- | ------------------ | ---------------------------------------- | ----------- | -------------------- | ------------------- |
| Döntős   | 0–1  | 2013. november 2.  | ITF Istanbul, Törökország                | Kemény (f)  | Kszenyija Pervak     | 0–6, 5–7            |
| Döntős   | 0–2  | 2013. november 24. | ITF Bucha, Ukrajna                       | Szőnyeg (f) | Polina Vinogradova   | 6–4, 3–6, 4–6       |
| Döntős   | 0–3  | 2014. április 6.   | ITF Jackson, Egyesült Államok            | Salak       | Ulrikke Eikeri       | 2–6, 4–6            |
| Döntős   | 0–4  | 2014. november 9.  | ITF Équeurdreville, Franciaország        | Kemény (f)  | Stéphanie Foretz     | 2–5 feladta         |
| Győztes  | 1–4  | 2015. április 12.  | ITF Jackson, Egyesült Államok            | Salak       | Konta Johanna        | 6–3, 6–4            |
| Győztes  | 2–4  | 2015. április 19.  | ITF Pelham, Egyesült Államok             | Salak       | Laura Siegemund      | 6–3, 7–5            |
| Győztes  | 3–4  | 2015. július 26.   | Sacramento Challenger, Egyesült Államok  | Kemény      | An-Sophie Mestach    | 4–6, 6–4, 6–3       |
| Döntős   | 3–5  | 2015. november 15. | Slovak Open, Szlovákia                   | Kemény (f)  | Jesika Malečková     | 6–4, 6–7(3), 4–6    |
| Győztes  | 4–5  | 2017. január 15.   | ITF Daytona Beach, Egyesült Államok      | Salak       | Elizabeth Halbauer   | 6–1, 6–2            |
| Győztes  | 5–5  | 2017. január 29.   | ITF Wesley Chapel, Egyesült Államok      | Salak       | Jelizaveta Jancsuk   | 6–4, 6–4            |
| Győztes  | 6–5  | 2017. július 9.    | ITF Darmstadt, Németország               | Salak       | Bernarda Pera        | 6–2, 0–6, 6–3       |
| Győztes  | 7–5  | 2018. január 14.   | ITF Daytona Beach, Egyesült Államok      | Salak       | Grace Min            | 1–6, 7–5, 6–0       |
| Győztes  | 8–5  | 2018. január 21.   | ITF Orlando, Egyesült Államok            | Salak       | Julia Grabher        | 6–2, 3–6, 7–5       |
| Győztes  | 9–5  | 2018. április 8.   | ITF Jackson, Egyesült Államok            | Salak       | Gaia Sanesi          | 6–0, 6–1            |
| Döntős   | 9–6  | 2018. április 29.  | ITF Charlottesville, Egyesült Államok    | Salak       | Mariana Duque Mariño | 6–0, 1–6, 2–6       |
| Győztes  | 10–6 | 2019. június 16.   | Zubr Cup, Csehország                     | Salak       | Elica Kosztova       | 6–1, 4–6, 6–1       |
| Döntős   | 10–7 | 2019. október 27.  | ITF Dallas, Egyesült Államok             | Kemény      | Jamie Loeb           | 0–6, 7–6(3), 0–6    |
| Döntős   | 10–8 | 2019. november 10. | Las Vegas Open, Egyesült Államok         | Kemény      | Hibi Majo            | 2–6, 7–5, 2–6       |
| Döntős   | 10–9 | 2020. február 9.   | Midland Tennis Classic, Egyesült Államok | Kemény (f)  | Shelby Rogers        | játék nélkül        |
| Győztes  | 11–9 | 2021. április 25.  | ITF Oeiras, Portugália                   | Salak       | Jang Su-jeong        | 6–4, 4–6, 6–4       |
| Győztes  | 12–9 | 2021. május 2.     | Zagreb Ladies Open, Horvátország         | Salak       | Kamilla Rahimova     | 6–1, 6–3            |
| Győztes  | 13–9 | 2021. július 4.    | Open de Montpellier, Franciaország       | Salak       | Mayar Sherif         | 6–2, 6–3            |
| Győztes  | 14–9 | 2021. július 11.   | Contrexéville Open, Franciaország        | Salak       | Gálfi Dalma          | 6–2, 6–2            |
| Győztes  | 15–9 | 2021. november 7.  | Open Nantes Atlantique, Franciaország    | Kemény (f)  | Océane Dodin         | 7–6(4), 1–0 feladta |

### Páros: 6 (3–3)
| Díjazás              |
| -------------------- |
| $100,000 torna       |
| $80,000 torna        |
| $60,000 torna        |
| $25,000 torna        |
| $10,000/15,000 torna |

| Borításonként |
| ------------- |
| Kemény (0–1)  |
| Salak (2–1)   |
| Fű (0–0)      |
| Szőnyeg (1–1) |

| Eredmény | Gy–V | Dátum              | Torna                                  | Borítás     | Partner               | Ellenfelekl                             | Eredmény         |
| -------- | ---- | ------------------ | -------------------------------------- | ----------- | --------------------- | --------------------------------------- | ---------------- |
| Döntős   | 0–1  | 2013. november 24. | ITF Bucsa, Ukrajna                     | Szőnyeg (f) | Jelizaveta Kulicskova | Sofia Shapatava Anasztaszija Vasziljeva | 6–7(4), 2–6      |
| Győztes  | 1–1  | 2014. november 23. | ITF Zawada, Lengyelország              | Szőnyeg (f) | Anna Skudun           | Gabriela Chmelinová Karolína Muchová    | 6–0, 7–6(3)      |
| Győztes  | 2–1  | 2015. április 5.   | ITF Osprey Pro, Egyesült Államok       | Salak       | Olekszandra Korasvili | Verónica Cepede Royg María Irigoyen     | 6–1, 6–4         |
| Győztes  | 3–1  | 2017. január 14.   | ITF Daytona Beach, Egyesült Államok    | Salak       | Robin Anderson        | Paula Kania Katarzyna Piter             | 6–4, 6–1         |
| Döntős   | 3–2  | 2017. február 26.  | Rancho Santa Fe Open, Egyesült Államok | Kemény      | Chiara Scholl         | Kayla Day Caroline Dolehide             | 3–6, 6–1, [7–10] |
| Döntős   | 3–3  | 2019. június 9.    | Bella Cup, Lengyelország               | Salak       | Robin Anderson        | Rebeka Masarova Rebecca Šramková        | 4–6, 6–3, [4–10] |

## Eredményei Grand Slam-tornákon

### Egyéni
| Grand Slam | Australian Open | Australian Open    | Roland Garros  | Roland Garros    | Wimbledon      | Wimbledon        | US Open        | US Open           |
| Év         | Eredmény        | Utolsó ellenfél    | Eredmény       | Utolsó ellenfél  | Eredmény       | Utolsó ellenfél  | Eredmény       | Utolsó ellenfél   |
| 2015       | –               | –                  | –              | –                | Selejtező (Q1) | Selejtező (Q1)   | Selejtező (Q1) | Selejtező (Q1)    |
| 2016       | –               | –                  | –              | –                | –              | –                | Selejtező (Q1) | Selejtező (Q1)    |
| 2017       | –               | –                  | Selejtező (Q1) | Selejtező (Q1)   | –              | –                | Selejtező (Q2) | Selejtező (Q2)    |
| 2018       | –               | –                  | Selejtező (Q2) | Selejtező (Q2)   | Selejtező (Q1) | Selejtező (Q1)   | 2. kör         | Sloane Stephens   |
| 2019       | Selejtező (Q2)  | Selejtező (Q2)     | Selejtező (Q2) | Selejtező (Q2)   | Selejtező (Q2) | Selejtező (Q2)   | Selejtező (Q1) | Selejtező (Q1)    |
| 2020       | Selejtező (Q1)  | Selejtező (Q1)     | Selejtező (Q2) | Selejtező (Q2)   | elmaradt       | elmaradt         | 1. kör         | Karolína Plíšková |
| 2021       | Selejtező (Q2)  | Selejtező (Q2)     | 2. kör         | Danielle Collins | Selejtező (Q3) | Selejtező (Q3)   | 2. kör         | Angelique Kerber  |
| 2022       | 1. kör          | Jessica Pegula     | 2. kör         | Jessica Pegula   | 2. kör         | Leszja Curenko   | 2. kör         | Petra Kvitová     |
| 2023       | 3. kör          | Barbora Krejčíková | 1. kör         | Diane Perry      | 2. kör         | Bianca Andreescu | 1. kör         | S Sorribes Tormo  |
| 2024       | 1. kör          | Arantxa Rus        | 1. kör         | Camila Osorio    | 1. kör         | Elina Avaneszjan | 2. kör         | Elina Szvitolina  |
| 2025       | 1. kör          | Unsz Dzsábir       | 2. kör         | Loïs Boisson     |                |                  |                |                   |

### Páros
| Grand Slam | Australian Open         | Australian Open                  | Roland Garros              | Roland Garros                      | Wimbledon                  | Wimbledon                      | US Open                 | US Open                             |
| Év         | Eredmény Partner        | Utolsó ellenfél                  | Eredmény Partner           | Utolsó ellenfél                    | Eredmény Partner           | Utolsó ellenfél                | Eredmény Partner        | Utolsó ellenfél                     |
| 2021       | –                       | –                                | –                          | –                                  | –                          | –                              | 2. kör Renata Voráčová  | Anastasia Rodionova Arina Rodionova |
| 2022       | 1. kör Varvara Gracsova | Viktória Kužmová Vera Zvonarjova | 1. kör Belinda Bencic      | Emina Bektas Tara Moore            | 1. kör I-C Begu            | Alicja Rosolska Erin Routliffe | –                       | –                                   |
| 2023       | 3. kör A Van Uytvanck   | Csan Hao-csing Jang Csao-hszüan  | 1. kör I-C Begu            | I Gamarra Martins Irina Simanovics | 2. kör I-C Begu            | Storm Hunter Elise Mertens     | 1. kör I-C Begu         | Marta Kosztyuk E-G Ruse             |
| 2024       | 1. kör A K Schmiedlová  | Emma Navarro Gyiana Snajgyer     | 1. kör Dajana Jasztremszka | Asia Muhammad Aldila Sutjiadi      | 1. kör Dajana Jasztremszka | Cori Gauff Jessica Pegula      | 1. kör Martina Trevisan | Catherine Harrison Alicja Rosolska  |
| 2025       | 2. kör Lucia Bronzetti  | B Haddad Maia Laura Siegemund    | 1. kör Hszü Ji-fan         | Babos Tímea Luisa Stefani          |                            |                                |                         |                                     |

## Év végi világranglista-helyezései
| Év     | 2013 | 2014 | 2015 | 2016 | 2017 | 2018 | 2019 | 2020 | 2021 | 2022 | 2023 | 2024 |
| Egyéni | 561. | 268. | 148. | 527. | 157. | 110. | 181. | 162. | 52.  | 52.  | 27.  | 57.  |
| Páros  | 764. | 441. | 300. | 638. | 356. | 426. | 310. | 485. | 389. | 343. | 141. | 104. |